# تجزیه و تحلیل DFM برای استریولیتوگرافی

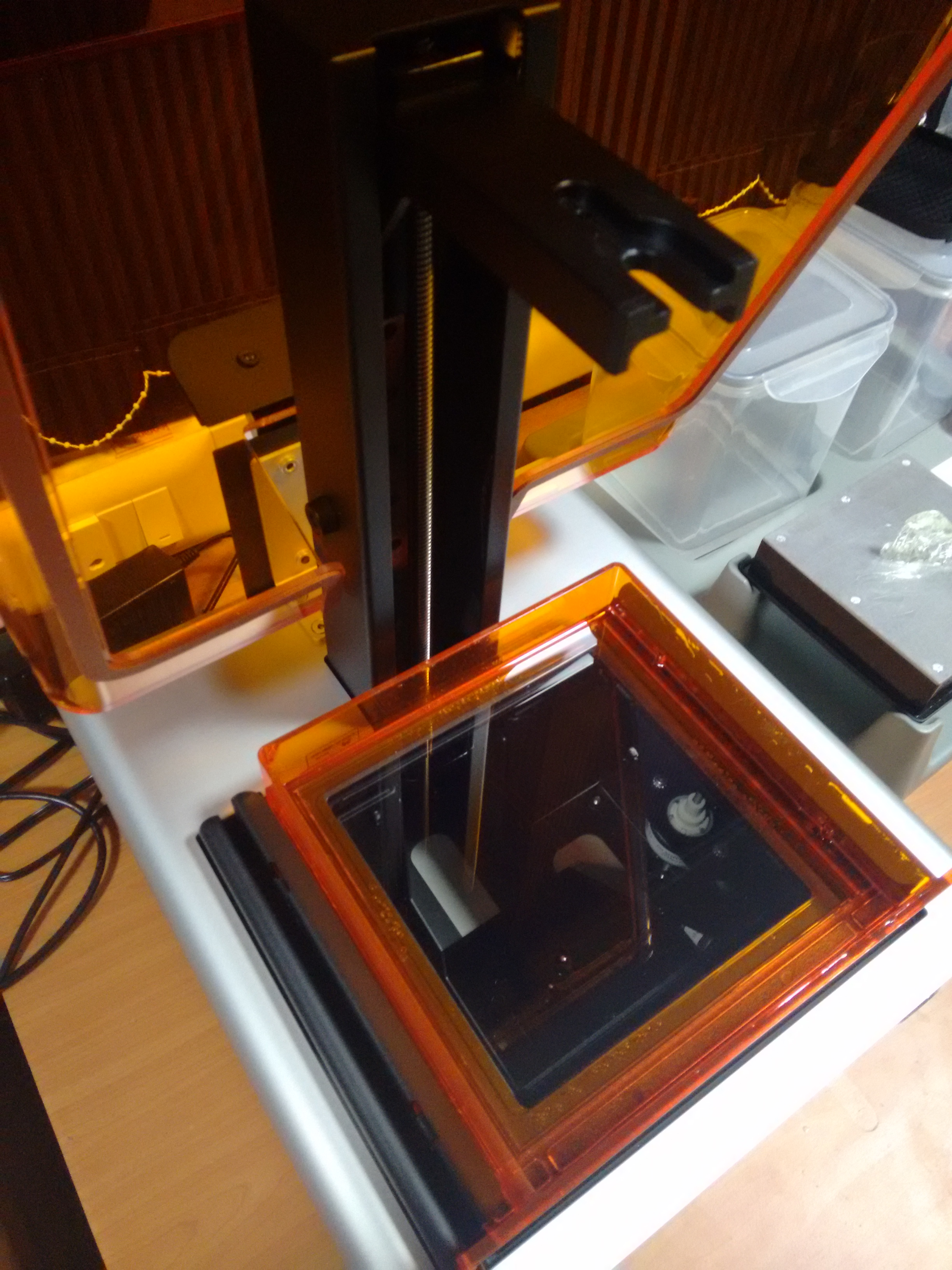
راه‌اندازی دسکتاپ برای نمونه سازی سریع توسط فرایند SLA

در طراحی برای تولید افزودنی (DFAM)، هم موضوعات گسترده (که برای بسیاری از فرآیندهای تولید افزودنی اعمال می‌شوند) و هم بهینه‌سازی‌های خاص برای یک فرایند تولید افزودنی خاص وجود دارند. در اینجا تجزیه و تحلیل DFM برای استریولیتوگرافی توضیح داده شده است، که در آن ملاحظات طراحی برای قابلیت ساخت (DFM) در طراحی یک قطعه (یا مجموعه) برای تولید با استفاده از فرایند استریولیتوگرافی (SLA) اعمال می‌شود. در SLA، قطعات از یک رزین مایع photocurable ساخته می‌شوند که وقتی در معرض پرتو لیزری که سطح رزین را اسکن می‌کند (فتوپلیمریزاسیون) قرار می‌گیرد، عمل می‌کند. معمولاً از رزین‌های حاوی آکریلات، اپوکسی و یورتان استفاده می‌شود. قطعات و مجموعه‌های پیچیده را می‌توان مستقیماً در یک مرحله، تا حد زیادی نسبت به روش‌های قبلی تولید مانند ریخته‌گری، شکل‌دهی، ساخت فلز و ماشین‌کاری ساخت. تحقق چنین فرایند یکپارچه‌ای مستلزم آن است که طراح، قابلیت ساخت قطعه (یا مونتاژ) در فرایند را در نظر بگیرد. در هر فرایند طراحی محصول، ملاحظات DFM برای کاهش تکرار، زمان و اتلاف مواد مهم هستند.

## چالش‌های استریولیتوگرافی

### مواد
هزینه مواد ویژه راه‌اندازی بیش از حد و عدم پشتیبانی از رزین‌های تولید شده با مواد متفرقه، یک چالش بزرگ در فرایند SLA است. انتخاب ماده (یک فرایند طراحی) توسط رزین پشتیبانی شده محدود می‌شود. از این رو، خواص مکانیکی نیز ثابت است. هنگامی که ابعاد به صورت انتخابی برای مقابله با تنش‌های مورد انتظار افزایش داده شوند، پس‌درمان بیشتر با نور UV و گرما انجام می‌شود. اگرچه پلیمریزاسیون اضافی و پیوند متقاطع برای خواص مکانیکی مفید است، می‌تواند منجر به انقباض، تاب خوردگی و تنش‌های پسماند حرارتی شود. از این رو، قطعه باید در مرحله «سبز» خود یعنی مرحله پیش‌تصفیه طراحی شود.

### راه اندازی و پردازش
فرایند SLA یک فرایند تولید افزودنی است. از این رو، ملاحظات طراحی مانند جهت‌گیری، عرض جغرافیایی فرایند، ساختارهای پشتیبانی و غیره باید در نظر گرفته شوند. جهت‌گیری بر ساختارهای پشتیبانی، زمان ساخت، کیفیت قطعه و هزینه قطعه تأثیر می‌گذارد. سازه‌های پیچیده ممکن است به دلیل جهت‌گیری غیرقابل وقوع؛ به درستی تولید نشوند و در نتیجه تنش‌های نامطلوب ایجاد شوند. این زمانی است که می‌توان دستورالعمل‌های DFM را اعمال کرد. امکان‌سنجی طراحی برای استریولیتوگرافی را می‌توان یه صورت تحلیلی و همچنین بر اساس شبیه‌سازی یا دستورالعمل‌ها تأیید کرد.

## ملاحظات DFM مبتنی بر دستورالعمل‌ها
ملاحظات مبتنی بر قانون در DFM به معیارهای خاصی اشاره دارند که قطعه باید این معیارها را داشته باشد تا طول ساخت خرابی به وجود نیاید. با توجه به تکنیک ساخت لایه به لایه‌ای که فرایند دنبال می‌کند، هیچ محدودیتی در پیچیدگی کلی یک قطعه وجود ندارد. اما برخی از قوانین از طریق تجربه توسط توسعه‌دهنده چاپگر/آکادمی وضع شده‌اند که باید برای اطمینان از تشکیل ویژگی‌های فردی قطعه در «محدودیت‌های امکان‌سنجی» معینی هستند.

### محدودیت‌های چاپگر
قیدها (محدودیت‌ها) در تولید SLA توسط دقت چاپگر، ضخامت لایه، سرعت پخت، سرعت چاپ و غیره ایجاد می‌شوند. محدودیت‌های محتلف چاپگر باید در طول طراحی در نظر گرفته شوند، مانند:
- حداقل ضخامت دیوار (پشتیبانی شده و پشتیبانی نشده): ضخامت دیوار در هندسه‌ها با وضوح رزین محدود می‌شود. دیوارهای پشتیبانی شده دارای انتهایی متصل به دیوارهای دیگر هستند. کمتر از محدودهٔ ضخامت، چنین دیوارهایی ممکن است در حین لایه برداری تاب بخورند. دیوارهای بدون تکیه‌گاه حتی بیشتر در معرض جدا شدن هستند، بنابراین چنین مواردی محدودیت بیشتری دارند.
- Overhang (حداکثر طول پشتیبانی نشده و حداقل زاویه پشتیبانی نشده): اورهانگ‌ها ویژگیهای هندسی هستند که به‌طور ذاتی در قطعه پشتیبانی نمی‌شوند. بلکه باید توسط ساختارهای پشتیبانی پشتیبانی شوند. زمانی که سازه‌ها ارائه نمی‌شوند حداکثر محدودیت وجود دارد. این کار برای کاهش خم شدن تحت وزن خود است. زوایای بیش از حد کم عمق منجر به طول بدون پشتیبانی (پیش‌بینی شده) طولانی‌تر می‌شوند. از این رو، حداقل محدودیت برای آن‌ها وجود دارد.
- حداکثر دهانه پل: برای جلوگیری از افتادگی سازه‌های تیر مانندی که فقط در انتها نگه داشته می‌شوند، حداکثر طول دهانه این سازه‌ها باید محدود شود. هر زمان که این امکان‌پذیر نیست، عرض باید برای جبران افزایش یابد.
- حداقل قطر ستون عمودی: این برای اطمینان از بالاتر بودن قطر از حدی است که در آن موج دار می‌شود.
- حداقل ابعاد شیارها و جزئیات برجسته: شیارها حک شده و برجستگی‌ها ویژگی‌های برجسته کم عمق روی سطح قطعه هستند. ویژگی‌های چاپ شده با ابعاد کوچکتر از حد قابل تشخیص نیستند.
- حداقل فاصله بین هندسه‌ها: این امر برای اطمینان از عدم جوش خوردن قطعات است.
- حداقل قطر سوراخ و شعاع انحناها: انحناهای کوچکی که با ابعاد چاپ قابل تشخیص نیستند ممکن است بسته یا هموار شوند.
- حداقل حجم داخلی قطرهای اسمی: حجم‌های خیلی کوچک ممکن است پر شوند.

### ساختارهای پشتیبانی

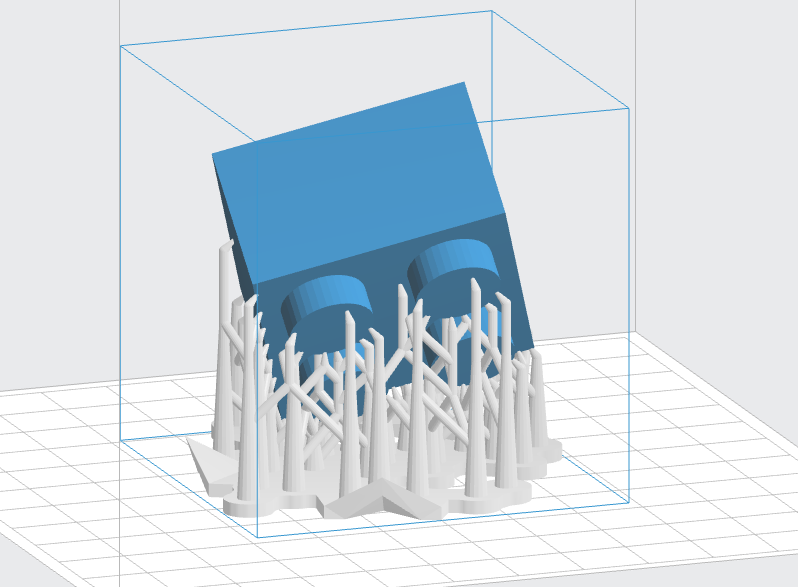
گرافیکی که ساختارهای پشتیبانی را برای یک بلوک لگو را نشان می‌دهد.

- این نقطه پایانی لبه‌های بدون پشتیبانی است.
- اگر طول اورهنگ بیشتر از یک مقدار بحرانی باشد.
- در مرکز هندسی صفحه بدون پشتیبانی قرار دارد.

در حین چاپ، سازه‌های پشتیبان به عنوان بخشی از طراحی عمل می‌کنند، از این رو، محدودیت‌ها و مزایای آنها در هنگام طراحی در نظر گرفته می‌شود. ملاحظات اصلی عبارتند از:
- پشتیبانی از هندسه زاویه کم: زوایای کم عمق ممکن است منجر به سخت شدن نامناسب رزین (مشکلات استحکام ساختاری) شود مگر اینکه تکیه گاه‌ها به‌طور یکنواخت ارائه شوند. به‌طور کلی، فراتر از یک زاویه خاص (معمولاً در حدود ۴۵ درجه)، سطح نیازی به پشتیبانی ندارد.
- پایه برآمدگی: ضخامت بخش را در پایه افزایش دهید تا از پارگی جلوگیری شود. از جابجایی‌های تیز در پایه آویزان اجتناب کنید.
- جداکننده پاکت هوا: بدون تکیه گاه، چاپ قطعات با سطح صاف و سوراخ‌هایی در هندسه ممکن است حباب‌های هوا ایجاد کند. همان‌طور که قطعه چاپ می‌شود، این حفره‌های هوا می‌توانند باعث ایجاد فضای خالی در مدل شوند. در این مورد، ساختارهای پشتیبانی، مسیرهایی را ایجاد می‌کنند که حباب‌های هوا می‌توانند از آن خارج شوند.[۸]
- سازگاری ساختار: در نظر بگیرید از سازگاری برای سطح حجم داخلی پشتیبانی می‌کند.
- جهت‌گیری ویژگی: جهت اطمینان از پشتیبانی خوب اورهانگ‌ها، جهت‌گیری کنید.

### جهت رسوب بخشی

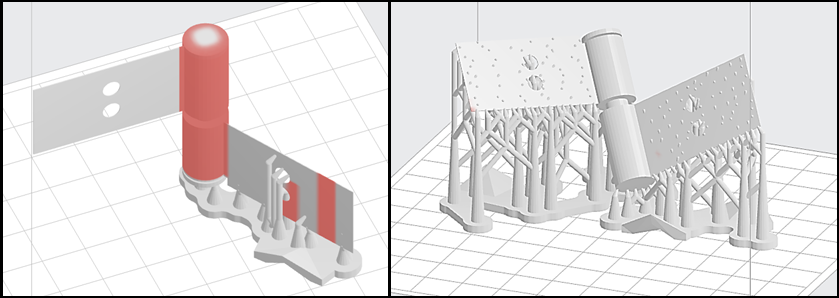
اهمیت ساختارهای پشتیبانی و جهت‌گیری در فرایند SLA. شی، در حالت اول، دارای مشکلات استحکامی است و نسبت به حالت دوم، زمان بیشتری برای ساخت نیاز دارد.

جهت‌گیری قطعه یک تصمیم بسیار مهم در تجزیه و تحلیل DFM برای فرایند SLA است. زمان ساخت، کیفیت سطحی، حجم/تعداد سازه‌های پشتیبانی و غیره به آن بستگی دارد. در بسیاری از موارد، تنها با تغییر جهت قطعه، می‌توان به مسائل مربوط به ساخت پرداخت. برای مثال، یک هندسه آویزان با زاویه کم ممکن است جهت اطمینان از زوایای شیب‌دار باشد. از این رو ملاحظات عمده عبارتند از:
- بهبود پرداخت سطح: قسمت را به گونه ای جهت دهید که یک ویژگی در سطح بحرانی حذف شود. از نظر الگوریتمی، یک سطح آزاد به ترکیب سطوح مختلف صفحه تجزیه می‌شود و وزن به هر یک محاسبه/تخصیص می‌شود. مجموع وزن‌ها برای بهترین پرداخت سطح به حداقل می‌رسد.[۹]
- کاهش زمان ساخت: تخمین تقریبی زمان ساخت با استفاده از برش انجام می‌شود. زمان ساخت متناسب با مجموع مساحت هر برش است. (می توان به صورت تقریبی ارتفاع قطعه را محاسبه کرد)
- بهینه‌سازی ساختار پشتیبانی: ناحیه پشتیبانی شده بر اساس جهت‌گیری متفاوت است. در برخی از جهت‌گیری‌ها، امکان کاهش ناحیه پشتیبانی وجود دارد.
- لایه برداری آسان: تغییر جهت به گونه ای که سطح پیش‌بینی شده لایه‌ها به تدریج تغییر کند، کندن لایه پخت شده در حین چاپ آسان‌تر می‌شود. جهت‌گیری همچنین به حذف ساختارهای نگهدارنده در مراحل بعدی کمک می‌کند.